# Barbula ehrenbergii
Barbula ehrenbergii är en bladmossart som beskrevs av Fleischer 1901. Barbula ehrenbergii ingår i släktet neonmossor, och familjen Pottiaceae. Inga underarter finns listade i Catalogue of Life.